# Magno Batista da Silva
Magno Batista da Silva, meglio noto come Magno Batista (Coruripe, 21 settembre 1985), è un ex calciatore brasiliano, di ruolo centrocampista.